# The Prodigal's Return (film 1913)
The Prodigal's Return è un cortometraggio muto del 1913 diretto da Frank Wilson.

## Trama
Un banchiere rinnega il figlio che ha falsificato dei documenti. In seguito, gli sparerà, avendolo preso per un ladro.

## Produzione
Il film fu prodotto dalla Hepworth.

## Distribuzione
Distribuito dalla Hepworth, il film - un cortometraggio in una bobina - uscì nelle sale cinematografiche britanniche nel gennaio 1913.
Si conoscono pochi dati del film che, prodotto dalla Hepworth, fu distrutto nel 1924 dallo stesso produttore, Cecil M. Hepworth. Fallito, in gravissime difficoltà finanziarie, il produttore pensò in questo modo di poter almeno recuperare il nitrato d'argento della pellicola.